# Linwood Boomer
Linwood Boomer, również Linwood Dalton i Enzo Stussi (ur. 9 października 1955 w Vancouver) – kanadyjsko-amerykański twórca telewizyjny, żyjący i tworzący na terenie Stanów Zjednoczonych; występujący między innymi w roli scenarzysty, producenta, reżysera i aktora. Kilkakrotnie nominowany i nagradzany nagrodami telewizyjnymi, w tym prestiżową Nagrodą Emmy.
Stworzył między innymi serial Zwariowany świat Malcolma i brał udział w realizacji "Trzeciej planety od Słońca. Jako aktor, rozpoznawany przede wszystkim jako Adam Kendall – mąż Mary Ingalls – w serialu Domek na prerii.